# 北海道拓北養護学校
北海道拓北養護学校（ほっかいどう たくほくようごがっこう）は、北海道札幌市北区南あいの里三丁目にある公立特別支援学校。

## 学部
- 小学部
- 中学部
- 高等部

## 沿革
- 2000年 -真駒内養護学校の過大規模を解消するために 開校

## 通学区域
- 札幌市北区、東区、西区、手稲区
- 小樽市、夕張市、岩見沢市、美唄市、芦別市、江別市、赤平市、三笠市、滝川市、砂川市、歌志内市、深川市、石狩市、当別町、新篠津村、島牧村、寿都町、黒松内町、蘭越町、ニセコ町、真狩村、留寿都村、喜茂別町、京極町、倶知安町、共和町、岩内町、泊村、神恵内村、積丹町、古平町、仁木町、余市町、赤井川村、南幌町、奈井江町、上砂川町、由仁町、長沼